# Mobange Amisi
Mobange Amisi (* 9. November 1964) ist ein ehemaliger Radrennfahrer aus der Demokratischen Republik Kongo.

## Sportliche Laufbahn
Amisi war im Straßenradsport aktiv. Er war Teilnehmer der Olympischen Sommerspiele 1988 in Seoul und startete für das damalige Zaire. Im olympischen Straßenrennen kam er auf den 97. Rang. Im Mannschaftszeitfahren kam das Team aus dem Kongo mit Mobange Amisi, Ndjibu N’Golomingi, Pasi Mbenza und Kimpale Mosengo auf den 28. Rang.
1992 startete er bei den Sommerspielen in Barcelona. Das Einzelrennen beendete er nicht.